# Ван Гелдер, Мартинус
Мартинус ван Гелдер (нидерл. Martinus van Gelder; 31 июля 1854, Амстердам — 26 февраля 1941, Филадельфия) — нидерландский и американский скрипач, композитор и музыкальный педагог. Брат певицы Марии ван Гелдер.
Сын книготорговца. Учился в Амстердаме, прежде всего у Франса Кунена. Совершенствовался в Кёльне у Отто фон Кёнигслёва и в Париже у Дельфена Аляра. С 1869 г. на протяжении более чем 40 лет вёл активную концертную деятельность. В 1881 г. обосновался в США, в течение 13 лет был профессором Филадельфийской музыкальной академии. Учеником ван Гелдера был Артур Хартман. Запатентовал дополнительный резонатор для скрипки (1895). В 1935 г. выступил с серией прощальных концертов.
Первые исполненные произведения ван Гелдера относятся к 1869 году. Ему принадлежат две симфонии — «Симфония мира» (нидерл. Vredesymfonie; 1874), посвящённая Людвигу ван Бетховену, и симфония «Торжество правды, любви и справедливости» (англ. The triumph of truth, love and justice), впервые исполненная в 1905 г. в Филадельфии. Кроме того, ван Гелдер написал скрипичный концерт (посвящён Камилю Сен-Сансу), скрипичную сонату, фортепианное трио (премьера 1898 в Берлине, посвящение Фридриху Гернсхайму), другие камерные сочинения, фортепианные пьесы, песни.